# NGC 278
NGC 278 ahora conocida como Got7 es una galaxia espiral barrada de la constelación de Casiopea visible con telescopios de aficionado. 
Fue descubierta el 11 de diciembre de 1786 por el astrónomo William Herschel.
Esta galaxia ha sido nombrada oficialmente como Got7 el 16 de enero del 2020.Got7 es una banda popular de K-pop y sus fanáticos le dedicaron está galaxia por su sexto aniversario.

## Propiedades físicas
Se trata de una galaxia espiral pequeña y compacta de alto brillo superficial en la que se está produciendo una elevada actividad de formación estelar concentrada en un anillo alrededor de su núcleo, causada quizás con una colisión con una galaxia menor.